# Park Narodowy Yellowstone
Park Narodowy Yellowstone (ang. Yellowstone National Park) – park narodowy w Stanach Zjednoczonych na terytorium stanów Wyoming, Montana i Idaho. Jest najstarszym parkiem narodowym na świecie. Słynny z gejzerów, gorących źródeł, wulkanów błotnych, fumaroli i wodospadów.
Park narodowy jest rozcięty głębokim wąwozem rzeki Yellowstone. Przechodzi przez niego wododział kontynentalny Ameryki. W 1978 Park Yellowstone został wpisany na listę światowego dziedzictwa kultury i przyrody UNESCO. Ustanowiono w nim rezerwat biosfery.

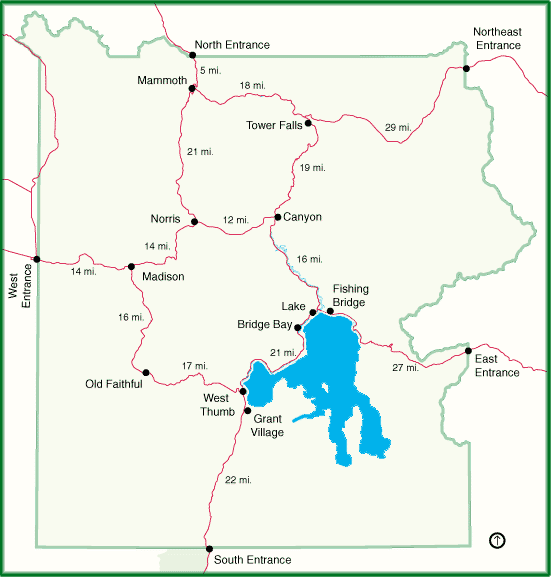
Mapa orientacyjna Parku Yellowstone i jego atrakcje turystyczne

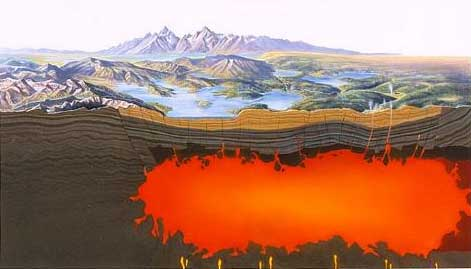
Wizualizacja komory magmowej pod kalderą Yellowstone

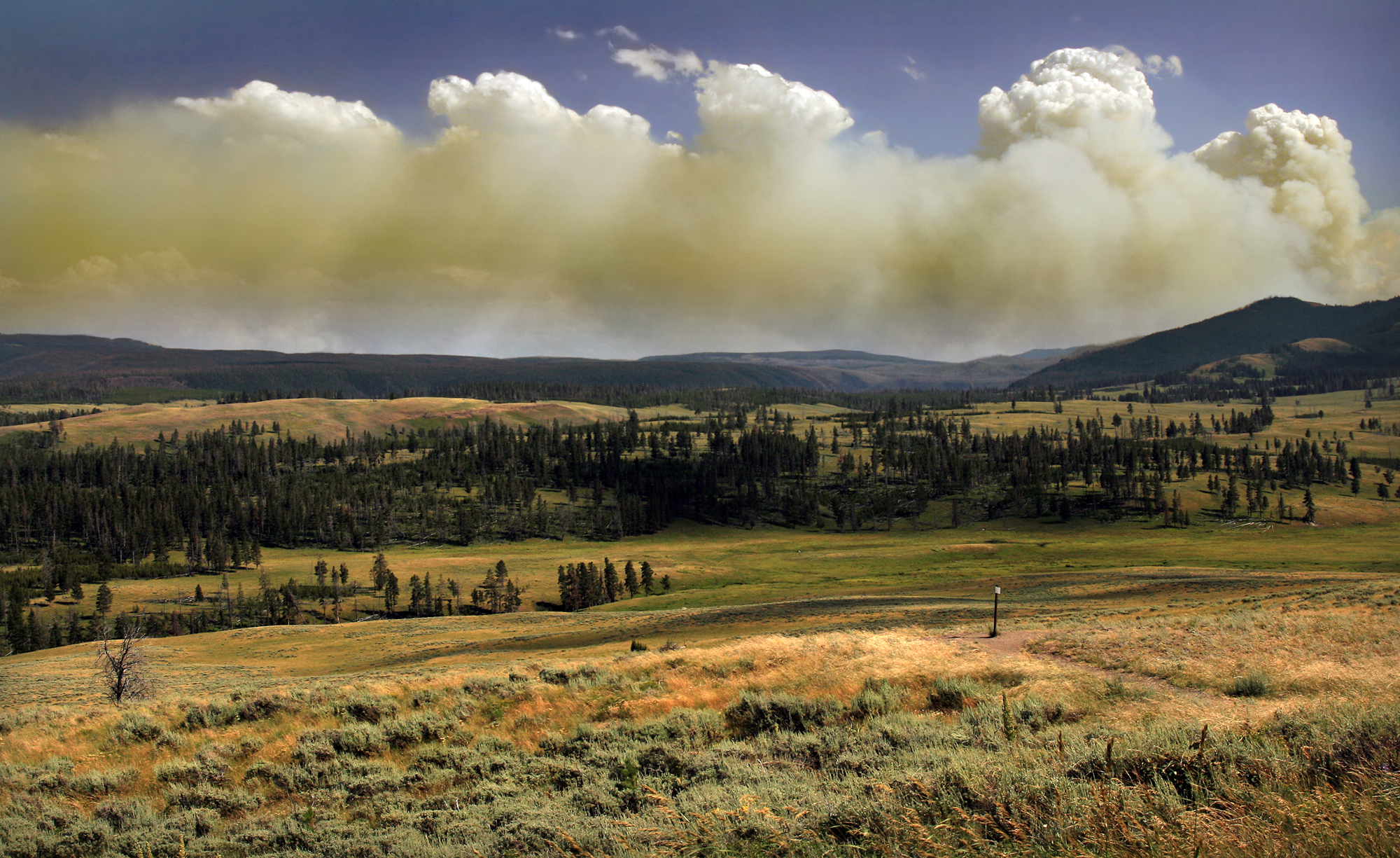
Chmury typu pirocumulus nad parkiem spowodowane pożarem

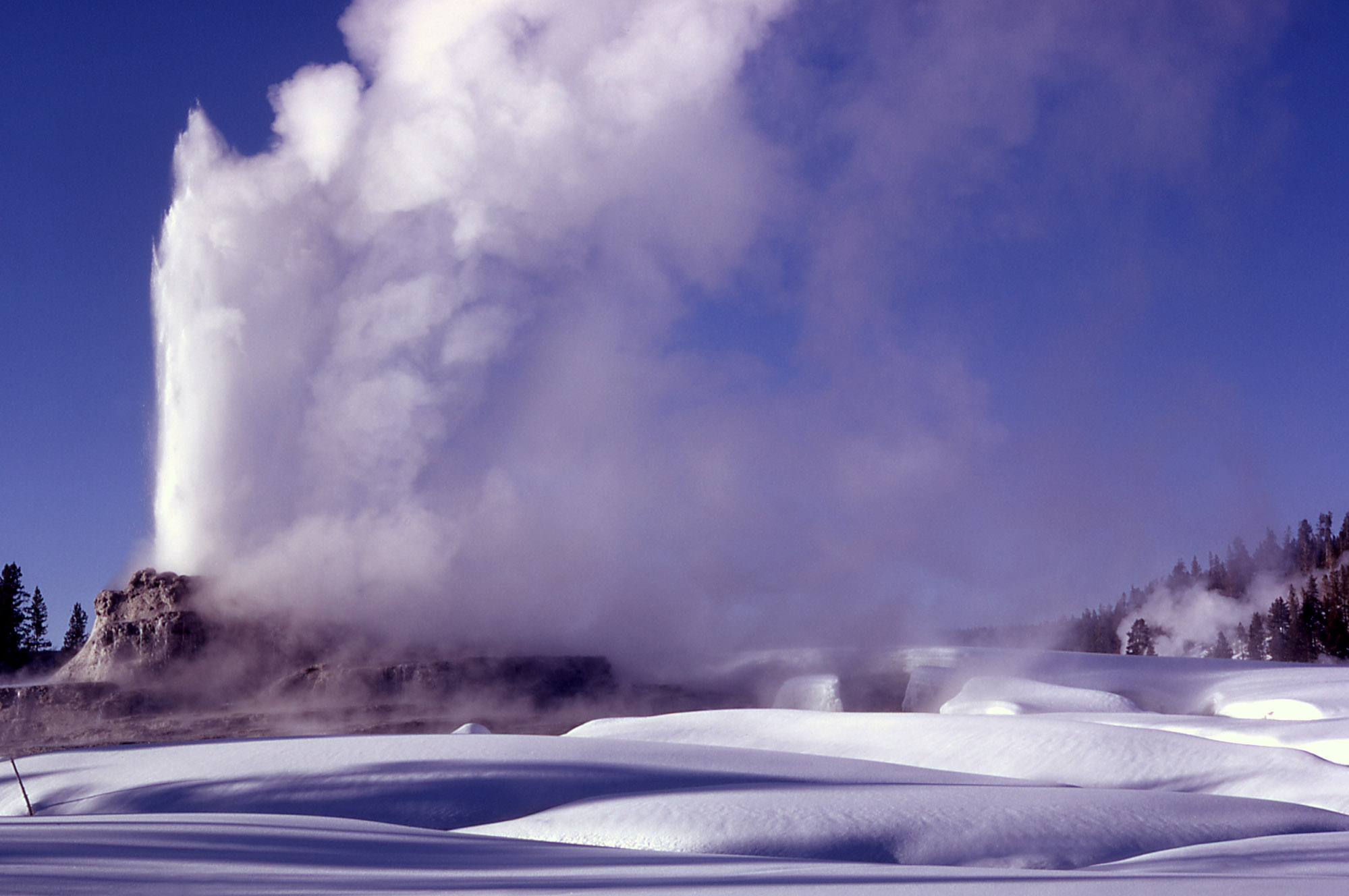
Erupcja gejzeru Castle w okresie zimowym

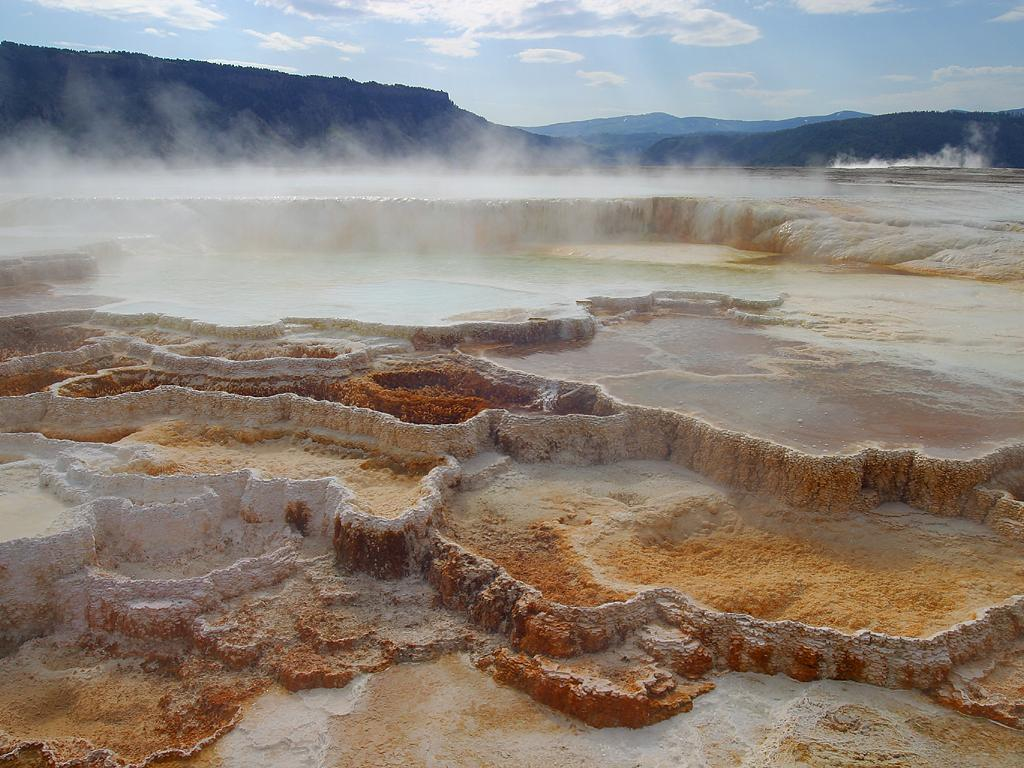
Mammoth Hot Springs

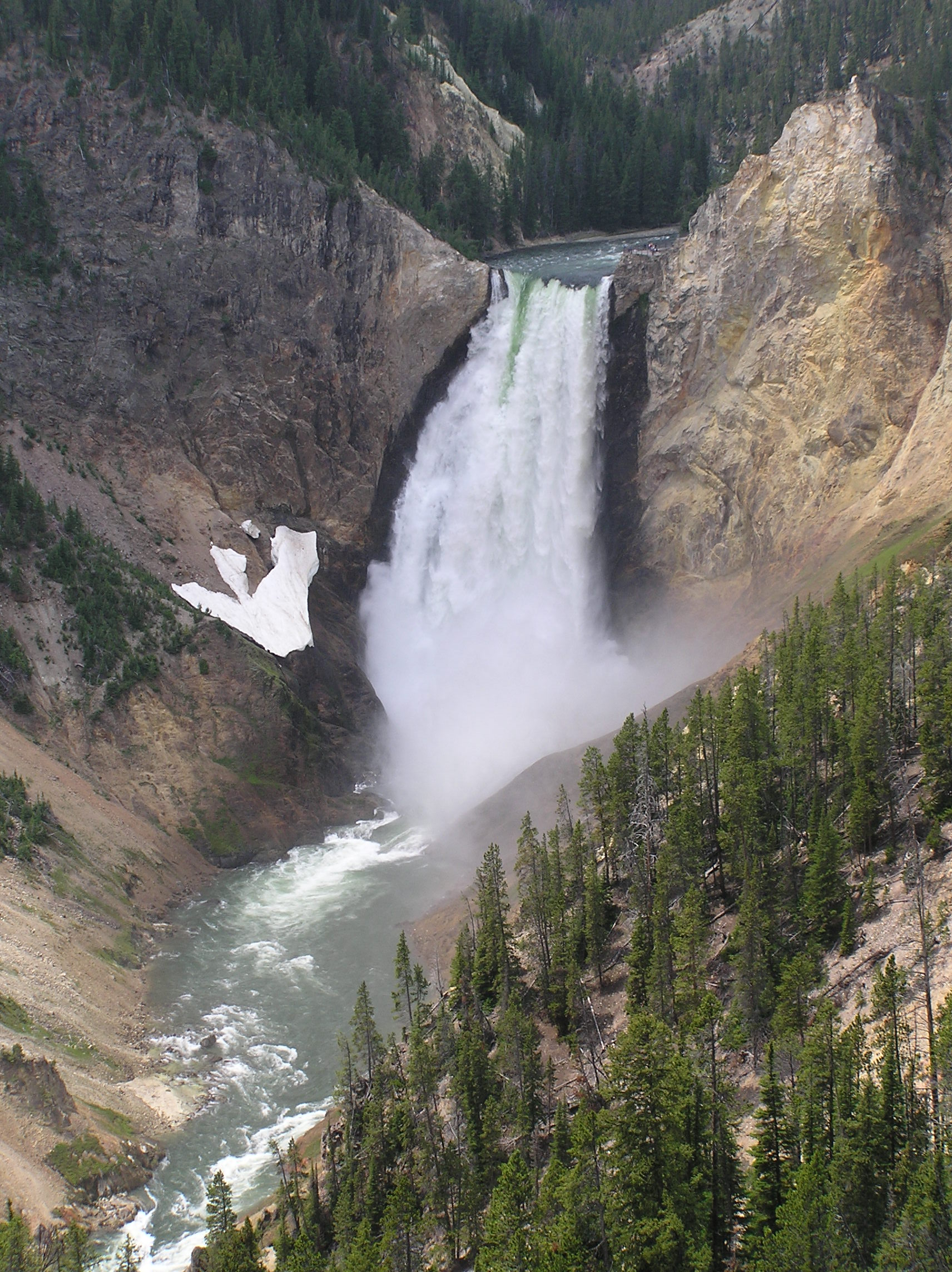
Wielki Kanion Yellowstone

## Historia
Teren Parku zamieszkany był od co najmniej 11 tys. lat. Pierwszymi białymi byli członkowie ekspedycji Lewisa i Clarka w latach 1804–1806. Stwierdzili oni obecność Indian ze szczepów Nez Percé, Wrony i Szoszoni.
Ze względu na unikatowość przyrodniczą i geologiczną Kongres Stanów Zjednoczonych za prezydentury Ulyssesa Granta utworzył Park Narodowy w dniu 1 marca 1872 roku. Jednym z gorących orędowników powstania parku był amerykański geolog Ferdinand Hayden, którego nazwiskiem została później nazwana jedna z większych dolin. Początkowo park był chroniony przez regularny oddział wojska stacjonujący w Mammoth Hot Springs w północnej części parku, a od 1917 roku, rok po utworzeniu instytucji parków narodowych, ochroną i administracją zajęła się National Park Service.

## Geologia
Park jest usytuowany na rozległym wulkanicznym płaskowyżu, pod którym na głębokości 7–17 km znajduje się komora magmowa (dł. 72 km, szer. 30 km i głębokość 660 km). Stopione skały występują również 300 km pod ziemią. W przeszłości dochodziło do niszczycielskich eksplozji superwulkanu – przed ponad 2 mln lat, 1,3 mln lat i 640 tys. lat.

## Flora i fauna
Park wchodzi w skład większego ekosystemu uznawanego za ostatni duży i niemal nienaruszony ekosystem w klimacie umiarkowanym na półkuli północnej.

### Flora
Na terenie parku występuje około 1100 gatunków roślin naczyniowych. Lasy iglaste zajmują 2⁄3 powierzchni zalesionej. W lasach parku rośnie siedem gatunków drzew iglastych, spośród których najpowszechniejsza jest sosna wydmowa występująca na 80% powierzchni lasów iglastych. Na terenie parku występuje również 186 gatunków porostów, a także około 200 gatunków obcych. Skatalogowano również ponad 400 gatunków termofili, choć do tej pory zbadano zaledwie 1% obszarów hydrotermalnych.

### Fauna
Park Narodowy Yellowstone jest powszechnie uznawany za najlepsze środowisko megafauny w kontynentalnej części USA. Żyje tam 67 gatunków ssaków, wliczając introdukowanego ponownie w 1995 roku wilka szarego, zagrożonego w Stanach Zjednoczonych rysia kanadyjskiego oraz niedźwiedzia grizzly. Innymi dużymi ssakami o znaczącej populacji, są bizon amerykański, baribal, wapiti, łoś, mulak, jeleń wirginijski, kozioł śnieżny, widłoróg, muflon kanadyjski i puma.
Yellowstone jest jedynym miejscem w kontynentalnej części Stanów Zjednoczonych, gdzie przetrwała populacja dzikich bizonów. W roku 1902 było ich tylko około 50 sztuk. Z obawy przed wyginięciem i zubożeniem genetycznym stado uzupełniono o 21 zwierząt pochodzących z prywatnych stad. Razem stanowiły podstawę 50-letniego projektu odbudowy liczebności tego gatunku na Ranczu Buffalo w dolinie Lamar. Działania wspomagające, polegające na dokarmianiu, nawadnianiu pastwisk, spędach, odstrzale chorych zwierząt, kontroli drapieżców powoli doprowadziły do odbudowy stada. Od lat 20. XX wieku populacja zaczęła wzrastać i zwierzęta w 1936 roku zostały przeniesione do naturalnego środowiska w rejonie rzeki Firehole i doliny Hayden. W 1954 roku populacja liczyła 1477 sztuk. Po okresie spadku w latach 60. populacja wzrastała. Od 1996 liczebność stada trwale przekroczyła 3500 osobników.
Lista gatunków mięsożernych występujących w parku:
- niedźwiedź brunatny (Ursus arctos)
- niedźwiedź czarny (Ursus americanus)
- puma (Puma concolor)
- wilk szary (Canis lupus)
- rosomak (Gulo gulo)
- kojot (Canis latrans)
- ryś kanadyjski (Lynx canadensis)
- ryś rudy (Lynx rufus)
- lis rudy (Vulpes vulpes)
- wydra kanadyjska (Lontra canadensis)
- bielik amerykański (Haliaeetus leucocephalus)
- orzeł przedni (Aquila chrysaetos)
- puchacz wirginijski (Bubo virginianus)
- kruk (Corvus corax)
- sroka czarnodzioba (Pica hudsonia)
- rybołów (Pandion haliaetus)
- pstrąg tęczowy (Oncorhynchus mykiss)

Lista gatunków roślinożernych występujących w parku:
- bizon amerykański (Bison bison)
- bóbr kanadyjski (Castor canadensis)
- łoś (Alces alces)
- wapiti (Cervus canadensis)
- owca kanadyjska (Ovis canadensis)
- widłoróg amerykański (Antilocapra americana)
- mulak (Odocoileus hemionus)
- mysz domowa (Mus musculus)
- mustang (Equus caballus)
- jeleń wirginijski (Odocoileus virginianus)
- kozioł śnieżny (Oreamnos americanus)

## Ekologia
W Parku Narodowym Yellowstone od początku lat 70. XX w. prowadzona jest polityka przyzwalania na pożary lasu. Wiele roślin parku jest pirofitami, znoszącymi pożar bez uszczerbku. Cała formacja roślinna przystosowana jest do przechodzenia pożarów. Powstrzymywanie ich w pierwszych kilkudziesięciu latach funkcjonowania parku spowodowało znaczne zmiany struktury roślinności. Według badań ekologicznych pożary formacji zaroślowych występują w cyklu ok. 20–30 lat, a potężne pożary drzewostanu obejmujące duże obszary lasu – w cyklu ok. 300 lat. Rocznie w parku występuje kilkanaście pożarów punktowych o powierzchni poniżej 0,1 akra i kilka większych pożarów. Prawie wszystkie są pochodzenia naturalnego (uderzenie pioruna). Ostatni pożar wielkopowierzchniowy, pierwszy zarejestrowany w czasach osadnictwa białych, zdarzył się w 1988. Spłonęło wówczas 36% powierzchni parku. Jednak wbrew obawom nie okazał się szczególnie uciążliwy dla dużych zwierząt, a uszkodzenia gleby zagrażające organom podziemnym roślin objęły zaledwie 1% powierzchni. Zaburzenie starzejącej się struktury roślinności pożarem doprowadza do naturalnego przywrócenia jej znanego z czasu powoływania parku charakteru. Odnowienie drzewostanu jest możliwe, gdyż wysoka temperatura jest niezbędna do otwarcia szyszek sosny wydmowej, jednego z głównych gatunków parku.

## Klimat
Klimat Yellowstone jest determinowany wysokością – średnio 2400 m n.p.m., pomiędzy 1610 (Reese Creek) a 3462 m n.p.m. (Eagle Peak). W rejonach niżej położonych średnioroczna temperatura wyraźnie jest wyższa. Najwyższą zanotowaną temperaturą było 37 °C w 2002 roku w Mammoth Hot Springs, a rekord zimna −54 °C zanotowano w 1933 roku w rejonie stacji Riverside. W miesiącach letnich temperatura w dzień zawiera się zwykle w przedziale 21 do 27 °C, jednak nocami, szczególnie na większych wysokościach, może spadać nawet poniżej 0 °C. Latem, zwłaszcza popołudniami, często występują gwałtowne burze. Wiosną i jesienią dzienne temperatury zawierają się w przedziale od −1 do 16 °C, z zimnymi nocami (−5 do −20 °C). Zimy są bardzo mroźne, z maksymalnymi temperaturami od −20 do −5 °C i z nocami prawie stale o temperaturze poniżej −20 °C.
Opady cechują się dużym zróżnicowaniem. Przy północnych granicach parku roczne opady wynoszą 260 mm, podczas gdy w jego południowo-wschodnim narożniku niekiedy przekraczają 2000 mm. Duże opady powoduje napływ wilgoci kanałem powietrznym wzdłuż doliny rzeki Snake. Opady śniegu mogą wystąpić o każdej porze roku. Maksymalna pokrywa śnieżna jest gruba i wynosi od 380 cm w rejonie Yellowstone Lake do ponad 600 cm w miejscach wysoko położonych. Średnioroczny opad śniegu wynosi 183 cm.
Tornada w Yellowstone są rzadkie. Jednak 21 lipca 1987 najsilniejsze dotąd zanotowane w stanie Wyoming tornado dotarło do parku poprzez Teton National Forest. Zostało sklasyfikowane na czwarty stopień (F4). Prędkość wiatru oszacowano na pomiędzy 333 a 420 km/h. Pozostawiło pas zniszczeń o szerokości od 1,6 do 3,2 km i 39 kilometrach długości, położyło 6100 ha lasów.

## Charakterystyka terenu
Park Yellowstone (Góry Skaliste) znajduje się na wyżynie otoczonej pasmami górskimi. Rozległe lasy, głównie iglaste.
Typowe obiekty przyrodnicze tego rejonu:
- Wodospady – Firehole, Yellowstone,
- Gorące źródła – Grand Prismatic Spring,
- Jeziora – Jezioro Yellowstone,
- Naciekowe tarasy mineralne – np. Minerva Terrace w Mammoth Hot Springs,
- Gejzery – Old Faithful, Steamboat Geyser,
- Kaniony – Kanion rzeki Yellowstone,
- Wulkany błotne – Mud Volcano,
- Fumarole – Roaring Mountain.